# Solecki Janka
Solecki Janka (Budapest, 1978. június 29. –) magyar színésznő, szinkronszínész. Elsősorban szinkronizál, az egyik legtöbbet foglalkoztatott női szinkronhang az 1990-es évek vége óta. 

## Színpadi szerepei
| Előadás                | Szereplő | Író                                  | Színház                           |
| ---------------------- | -------- | ------------------------------------ | --------------------------------- |
| Csak bűnök és bűnök... | Jeanne   | August Strindberg                    | Új Színház                        |
| Emberbarát             | Araminta | Christofer Hampton                   | Dunaújvárosi Bartók Kamaraszínház |
| Megy a gyűrű           |          | Az Új Színház stúdióinak produkciója | Új Színház                        |
| Simon élete...         | Nathalie | Carole Fréchette                     | Merlin Színház                    |

### Musicalek, zenés darabok
| Előadás          | Szereplő      | Író                                      | Dalszövegíró / zeneszerző | Színház    |
| ---------------- | ------------- | ---------------------------------------- | ------------------------- | ---------- |
| A csoda alkonya  | orvos         | Ernest Theodor Hoffmann, Lőrinczy Attila | – / Melis László          | Új Színház |
| Angyalok a tetőn | Csipkerózsika | Zalán Tibor                              | – / –                     | Új Színház |
| Ádámcsutka       |               | Szép Ernő                                | – / –                     | Új Színház |
| Diótörő          | bőregér       | Ernest Theodor Hoffmann                  | – / Selmeczy György       | Új Színház |

## Szinkronszerepei

### Filmek
| Cím                                                           | Szereplő                                                 | Színész                                                           |
| ------------------------------------------------------------- | -------------------------------------------------------- | ----------------------------------------------------------------- |
| 15 perc hírnév                                                | Rose Hearn                                               | Charlize Theron                                                   |
| 30 nap maximum                                                | Linda                                                    | Reem Kherici                                                      |
| 355                                                           | Marie Schmidt                                            | Diane Kruger                                                      |
| 90 perc a mennyországban                                      | Don Piper                                                | Kate Bosworth                                                     |
| 12 majom                                                      |                                                          | ? Magyar hang: 2005                                               |
| A 13. harcos                                                  | Olga                                                     | Maria Bonnevie                                                    |
| A barlang 2.                                                  | Cath                                                     | Anna Skellern                                                     |
| A bérgyilkos                                                  | Olivia                                                   | Fernanda Andrade                                                  |
| A békés harcos útja                                           | Joy                                                      | Amy Smart                                                         |
| A bőr, amelyben élek                                          | Vera Cruz                                                | Elena Anaya                                                       |
| A bőrömben                                                    | Lynn                                                     | Jaime Winstone                                                    |
| A bűnös                                                       | Denise Wade őrmester                                     | Christina Vidal                                                   |
| A csajozás ásza                                               | Honey Delune                                             | Tiffani Thiessen                                                  |
| A csapda mélyén                                               | Erin                                                     | Milla Jovovich                                                    |
| A csillag                                                     | Leah                                                     | Zach Anthony                                                      |
| A csodagyerek                                                 | Margaret St. James                                       | Brittany Allen                                                    |
| Ad Astra – Út a csillagokba                                   | Tanya Pincus                                             | Natasha Lyonne                                                    |
| Adsz vagy kapsz                                               | Emma                                                     | Leslie Libb                                                       |
| A fecsegő tipegők Párizsban                                   | Angelica Pickles                                         | Cheryl Chase                                                      |
| A fenevad                                                     | Kate Ryan                                                | Radha Mitchell                                                    |
| A fenevad gyomrában                                           | Sara Winthorpe                                           | Eilidh MacQueen                                                   |
| A felső tízezer                                               | Allison                                                  | Scottie Thompson                                                  |
| A férjem titkos felesége                                      | Melanie                                                  | Briana Evigan                                                     |
| A galaxis őrzői                                               | Gamora                                                   | Zoë Saldana                                                       |
| A galaxis őrzői vol. 2.                                       | Gamora                                                   | Zoë Saldana                                                       |
| A galaxis őrzői: 3. rész                                      | Gamora                                                   | Zoë Saldana                                                       |
| A gépész                                                      | Stevie                                                   | Jennifer Jason Leigh (első szinkron, 2005)                        |
| A gonosz markában                                             | Tammy Strate                                             | Peyton List                                                       |
| Agyament Harry                                                | Fay                                                      | Elisabeth Shue                                                    |
| A gyanú árnyékában                                            | Charlotte "Charlie" Newton                               | Teresa Wright (második szereposztás, 2009)                        |
| A 6888. zászlóalj                                             | Noel Campbell százados                                   | Milauna Jackson                                                   |
| A halálraítélt                                                | Julie                                                    | Tory Mussett                                                      |
| A halottak hadserege                                          | Geeta                                                    | Huma Qureshi                                                      |
| A halhatatlan gárda                                           | Andy / Andromakhé                                        | Charlize Theron                                                   |
| A halhatatlan gárda 2.                                        | Andy / Andromakhé                                        | Charlize Theron                                                   |
| A jó német                                                    | Hannelore                                                | Robin Weigert                                                     |
| Aladdin legújabb kalandjai                                    | Barbara / Rababa                                         | Audrey Lamy                                                       |
| A házasságszerzők                                             | Újságírónő                                               | Nancy O'Brien                                                     |
| A házinyuszi                                                  | Cassandra                                                | Monet Mazur                                                       |
| A hét pszichopata és a si-cu                                  | Kaya                                                     | Abbie Cornish                                                     |
| A holnap háborúja                                             | Emmy Forester                                            | Betty Gilpin                                                      |
| Ahol a szivárvány véget ér                                    | Ruby                                                     | Jaime Winstone                                                    |
| A Gyűrűk Ura: A Gyűrű Szövetsége                              | Arwen                                                    | Liv Tyler                                                         |
| A Gyűrűk Ura: A két torony                                    | Arwen                                                    | Liv Tyler                                                         |
| A Gyűrűk Ura: A király visszatér                              | Arwen                                                    | Liv Tyler                                                         |
| A kidobó                                                      | Lisa Zaccherini                                          | Sveva Alviti                                                      |
| Aki bújt, aki nem (2001)                                      | Trish                                                    | Gina Phillips                                                     |
| A kék szörny                                                  | Tippi Dink                                               | Doris Belack (második magyar változat, SPI, 2016)                 |
| A köd (2005)                                                  | Elizabeth Williams                                       | Maggie Grace                                                      |
| A könyvek hercege                                             | Cukisima Aszako                                          | Muroi Sigeru / Jean Smart                                         |
| A kör 2. – A félelem                                          | Masami Kurahasi                                          | Hitomi Satô                                                       |
| A következő három nap                                         | Lara Brennan                                             | Elizabeth Banks                                                   |
| A Lazarus-terv                                                | Lisa Garvey                                              | Piper Perabo                                                      |
| A lakatos                                                     | Beth Fisher                                              | Kate Bosworth                                                     |
| Alibi.com 2.                                                  | Shana                                                    | Reem Kherici                                                      |
| A lepel                                                       | Maggie Prince                                            | Jessica Alba                                                      |
| A leggyorsabb Indian                                          | Wendy                                                    | Jessica Cauffiel                                                  |
| A legszebb karácsonyi ajándék                                 | Mary Jo anyja                                            | Angela Moore (magyar hang, Disney Channel)                        |
| A lökött tesó                                                 | Liz Rochlin Anderson                                     | Emily Mortimer                                                    |
| Amadeus                                                       | Lorl cselédlány                                          | Cynthia Nixon (második magyar változat, 2001)                     |
| Amerikában                                                    | Sarah                                                    | Samantha Morton                                                   |
| Amerika kommandó: Világrendőrség                              |                                                          | Liv Tyler                                                         |
| Amerikai pite 4. – A zenetáborban                             | Elyse                                                    | Arielle Kebbel                                                    |
| Amerikai pite 7. – A szerelem Bibliája                        | Heidi                                                    | Beth Behrs                                                        |
| A manőver                                                     | Zoe                                                      | Emily Beecham                                                     |
| A másik nővér                                                 | Linda Garran                                             | Kim Dickens                                                       |
| A melós                                                       | Carla Garcia                                             | Noemi Gonzalez                                                    |
| A mestergyilkos – Feltámadás                                  | Gina Thorne                                              | Jessica Alba                                                      |
| A méhész                                                      | Howard igazgató                                          | Minnie Driver                                                     |
| Amerikai szépség                                              | Angela Hayes                                             | Mena Suvari                                                       |
| A mészárlás éjszakája                                         | Estrild                                                  | Linda van der Steen                                               |
| Amikor a farok csóválja…                                      | Tracy Lime                                               | Kirsten Dunst                                                     |
| Amikor lehunyod a szemed                                      | Helena                                                   | Rosie Fellner                                                     |
| Antebellum: A kiválasztott                                    | Veronica Henley/Eden                                     | Janelle Monáe                                                     |
| A nemzet aranya: Titkok könyve                                | Abigail Chase                                            | Diane Kruger                                                      |
| A nagybetűs kamaszkor                                         | Sherri Harris                                            | Julia Murney                                                      |
| A nagy dobás                                                  | Önmaga                                                   | Margot Robbie                                                     |
| A nők hálójában                                               | Sofia Bunuel                                             | Elena Anaya                                                       |
| Anyád lehetnék                                                | Brianna Minx                                             | Stacey Dash (második változat, 2023)                              |
| A nyugodt város                                               | Fiona                                                    | Julie-Marie Parmentier                                            |
| Apja lánya                                                    | Gerdtude Stainey                                         | Jennifer Lopez                                                    |
| Apropó szerelem                                               | Elspeth                                                  | Amy Brenneman                                                     |
| Apró részletek                                                | Nealy Lang                                               | Elizabeth Banks                                                   |
| A professzor                                                  | Tommie Ling rendőrtiszt                                  | Michelle Goh (második szinkron, 2006)                             |
| A rettegés háza                                               | Kathy Lutz                                               | Melissa George                                                    |
| A robot és Frank                                              | Madison                                                  | Liv Tyler                                                         |
| A rólad alkotott kép                                          | Eva                                                      | Perry Mattfeld                                                    |
| A rózsaszín párduc                                            | Cherie                                                   | Kristin Chenoweth                                                 |
| A Sárkány útja                                                | Csen Csing Hua                                           | Nora Miao (harmadik szinkron)                                     |
| A sejt                                                        | Julia Hickson                                            | Tara Subkoff                                                      |
| A séf                                                         | Molly                                                    | Scarlett Johansson                                                |
| A sötétség határán                                            | Melissa Caterina                                         | Caterina Scorsone                                                 |
| A sötétség háza                                               | Mina Murray                                              | Kate Bosworth                                                     |
| A sötét tengeren                                              | Cassie Taylor                                            | Jasmine Waltz                                                     |
| A Skorpiókirály 4. – Harc a hatalomért                        | Jankara                                                  | Eve Torres                                                        |
| A szellemlovas – A bosszú ereje                               | Nadya Ketch                                              | Violante Placido                                                  |
| A szégyentelen                                                | Sissy                                                    | Carey Mulligan                                                    |
| A szomorúság háromszöge                                       | Paula                                                    | Vicki Berlin                                                      |
| A Szmokinger                                                  | Del Blaine                                               | Jennifer Love Hewitt                                              |
| A szüfrazsett                                                 | Maud Watts                                               | Carey Mulligan                                                    |
| A tengerészgyalogos                                           | Angela                                                   | Abigail Bianca                                                    |
| A természet ereje                                             | Troy Barrett                                             | Kate Bosworth                                                     |
| A tökéletes pasi                                              | Holly Hamilton                                           | Hilary Duff                                                       |
| A történet                                                    | Nettie fiatalon                                          | Laura Allen                                                       |
| A törvény gyilkosa                                            | Jessica                                                  | Trilby Glover                                                     |
| Austin Powers                                                 | Electric Psichedelic Swinger Pussycat pincérnő           | Patricia Tallman                                                  |
| A vadnyugat hőskora                                           | Lilith ''Lili'' Prescott                                 | Debbie Reynolds (második szinkron)                                |
| A vágyak földjén                                              | Olivia Evans                                             | Kerry Condon                                                      |
| A végrehajtó                                                  | Estelle                                                  | Kate Bosworth                                                     |
| A végzet napja                                                | Mary                                                     | Ashley Bell                                                       |
| A Zoádikus újra öl                                            | Zoe Branson                                              | Leslie Libb                                                       |
| Az átok                                                       | Mary Lambetta                                            | Alix Koromzay                                                     |
| Az átok háza                                                  | Nina Spencer                                             | Betty Gilpin                                                      |
| Az Argo-akció                                                 | Cora Lijek                                               | Clea DuVall                                                       |
| Az oltalmazó                                                  | Sarah Pennington                                         | Katheryn Winnick                                                  |
| Az asztronauta                                                | Jillian Armacost                                         | Charlize Theron                                                   |
| Az éjszaka fogai                                              | Grace                                                    | Megan Fox                                                         |
| Az éjszakai járőr                                             | Tracy Peters                                             | Bridget Moynahan                                                  |
| Az év embere                                                  | Eleanor Green                                            | Laura Linney                                                      |
| Az ítélet eladó                                               | Lidia Deets                                              | Corri English                                                     |
| Az oroszlánkirály                                             | Gyöngytyúk                                               | Amy Sedaris                                                       |
| Az otthoniak                                                  | Nina Monroe West                                         | Kate Bosworth                                                     |
| Az órák                                                       | Julia Vaughan                                            | Claire Danes                                                      |
| Államfőnök                                                    | Lisa Clark                                               | Tamala Jones                                                      |
| Az utazás                                                     | Lisa                                                     | Noomi Rapace                                                      |
| Az utolsó család                                              |                                                          |                                                                   |
| Az utolsó őrszem                                              | Cassidy tizedes                                          | Kate Bosworth                                                     |
| Az új kezdet útjai                                            | Kathy                                                    | Kierston Wareing                                                  |
| Az ügynöknő                                                   | Rachel                                                   | Diane Kruger                                                      |
| Az űrhajós                                                    | Lenka Procházka                                          | Carey Mulligan                                                    |
| Álom két keréken                                              | Heidi                                                    | Kate Bosworth                                                     |
| Álmomban már láttalak                                         | Caroline Lane                                            | Natasha Richardson (második szinkron)                             |
| Babák                                                         | Rosemary Bower                                           | Carolyn Purdy-Gordon                                              |
| Batman Hush                                                   | Selina Kyle / Macskanő                                   | Jennifer Morrison                                                 |
| Barátzóna                                                     | Jennifer Paoli                                           | Eloïse Valli                                                      |
| Barátom, Harvey                                               | Miss Kelly                                               | Peggy Dow (első szinkron, 2011)                                   |
| Bajkeverő majom                                               | Mrs. Maggie Dunlop                                       | Drew Barrymore                                                    |
| Bean – Az igazi katasztrófafilm                               | Jennifer Langley                                         | Tricia Vessey (2001)                                              |
| Becstelen brigantyk                                           | Bridget von Hammersmark                                  | Diane Kruger                                                      |
| Belső útvesztő                                                | Anna                                                     | Piper Perabo                                                      |
| Bernadette – A főnökasszony                                   | Aurora                                                   | Barbara Schulz                                                    |
| Betépve                                                       | Maria                                                    | Monet Mazur                                                       |
| Birodalom                                                     | Trish                                                    | Denise Richards                                                   |
| Borotvaélen                                                   | Lydia Mercer                                             | Elizabeth Banks                                                   |
| Bobby Long                                                    | Purslane Will                                            | Scarlett Johansson                                                |
| Boogie Nights                                                 | Rolleres lány                                            | Heather Graham                                                    |
| Bosszúállók: Végtelen háború                                  | Gamora                                                   | Zoë Saldana                                                       |
| Bosszúállók: Végjáték                                         | Gamora                                                   | Zoë Saldana                                                       |
| BloodRayne – A Harmadik Birodalom                             | Rayne                                                    | Natassia Malthe                                                   |
| Blue Jasmine                                                  | Melane                                                   | Ali Fedotowsky                                                    |
| Braven                                                        | Stephanie Braven                                         | Jill Wagner                                                       |
| Brexit: Háborúban mindent szabad                              | Elizabeth Denham                                         | Lucy Russell                                                      |
| Büntet a kismocsok 2.                                         | Ashleen barátnője                                        |                                                                   |
| Bűbáj és kéjelgés                                             | Eva                                                      | Carolina Bang                                                     |
| Bűnös Louisiana                                               | Lynn Weiland                                             | Amy Smart                                                         |
| Candy                                                         | Candy                                                    | Abbie Cornish                                                     |
| Carla új élete                                                | Free Sample Girl                                         | Shiri Appleby                                                     |
| Coco                                                          | Műsorvezető                                              | Blanca Araceli                                                    |
| Control                                                       | Deborah Curtis                                           | Samantha Morton                                                   |
| Charlotte Gray                                                | Daisy                                                    | Abigail Cruttenden                                                |
| Chip és Dale: A Csipet Csapat                                 | Tigra                                                    | Liz Cackowski                                                     |
| Chicago                                                       | Mona                                                     | Mya                                                               |
| Csak az a szex                                                | Amanda Chase                                             | Christina Ricci                                                   |
| Csali                                                         | Lisa Hill                                                | Kimberly Elise (második magyar szinkron)                          |
| Csapd le Chipet!                                              | Sofia Kowalski                                           | Amanda Peet                                                       |
| Cserebere szerencse                                           | Tiffany Richards                                         | Jaqueline Fleming (második szinkron, 2008)                        |
| David Copperfield rendkívüli élete                            | Clara Copperfield                                        | Morfydd Clark                                                     |
| Delirium                                                      | Mrs. Walker                                              | Daisy McCrackin                                                   |
| Demóna: A sötétség úrnője                                     | Shrike                                                   | Judith Shekoni                                                    |
| Démoni                                                        | Angela                                                   | Nathalie Boltt                                                    |
| Diszkópatkányok                                               | Vivica                                                   | Gigi Rice                                                         |
| DOA – Élve vagy halva                                         | Christie Allen                                           | Holly Valance                                                     |
| Don Jon                                                       |                                                          |                                                                   |
| Dolittle                                                      | Bethan Stubbins                                          | Ralph Ineson                                                      |
| Dögölj meg, drága Mona!                                       | Shirley                                                  | Melissa McCarthy                                                  |
| Drive – Gázt!                                                 | Irene                                                    | Carey Mulligan (második szinkron, Film Mania, AMC)                |
| Drogtanya                                                     | Dawn Schiller                                            | Kate Bosworth                                                     |
| Dumb és Dumber kettyó                                         | Dr. Walcott                                              | Tembi Locke                                                       |
| Dűne                                                          | Irulan Corrino                                           | Virginia Madsen (első szinkron, 2001)                             |
| Edwin Boyd                                                    | Mary Mitchell                                            | Charlotte Sullivan                                                |
| Egy fiúról                                                    | Angie                                                    | Isabel Brook                                                      |
| Egy bébiszitter naplója                                       | Annie Braddock                                           | Scarlett Johansson                                                |
| Egy csók és más minden                                        | Rebecca                                                  | Marley Shelton                                                    |
| Egy igazán csodás nap                                         | Nina                                                     | Megan Mullally                                                    |
| Egyenesen Comptonból                                          | Tomica                                                   | Carra Patterson                                                   |
| Egynyári barátság 2.                                          | Emily                                                    | Yvonne Orji                                                       |
| Elizabeth: Az aranykor                                        | Mary Stuart                                              | Samantha Morton                                                   |
| Elizabethtown                                                 | Heather Baylor                                           | Judy Greer                                                        |
| Előre                                                         | Harmat                                                   | Grey DeLisle                                                      |
| Eljött hozzám                                                 | Magdalena Szyskowski                                     | Joanna Kulig                                                      |
| Entergalactic                                                 | Ellie                                                    | Maisha Mescudi                                                    |
| Eszeveszett küldetés                                          | Linda                                                    | Reem Kherici                                                      |
| Éjszaka a múzeumban                                           | Rebecca                                                  | Carla Gugino                                                      |
| Éjszakai ragadozók                                            | Laura Hastings                                           | Isla Fisher                                                       |
| Én, a séf                                                     | Beatrice                                                 | Raphaelle Agogué                                                  |
| Én, Tonya                                                     | Dody Teachman                                            | Bojana Novakovic                                                  |
| Én vagyok Batman!                                             | Yvonne Craig / Batgirl                                   | Erin Carufel                                                      |
| Életem értelme                                                | Jules                                                    | Lauren Graham                                                     |
| Élet mindenáron                                               | Marie Čížková                                            | Anna Sisková                                                      |
| Facér Jimmy                                                   | Anika                                                    | Liv Tyler                                                         |
| Facér mamik klubja                                            | Jan                                                      | Wendi Mclendon-Covey                                              |
| Fagyos pokol                                                  | Sarah                                                    | Sarah Dumont                                                      |
| Fantom az éjszakában                                          | Pam                                                      | Hilary Thompson (harmadik szinkron)                               |
| Farkasember                                                   | Gwen Conliffe                                            | Emily Blunt                                                       |
| Fácángyilkosok                                                | Kimmie Lassen                                            | Danica Curcic                                                     |
| Fák jú, Tanár úr!                                             | Charlie                                                  | Jana Pallaske                                                     |
| Fák jú, Tanár úr! 2.                                          | Charlie                                                  | Jana Pallaske                                                     |
| Fák jú, Tanár úr! 3.                                          | Charlie                                                  | Jana Pallaske                                                     |
| Fejvadászok                                                   | Diana Brown                                              | Synnøve Macody Lund (első szinkron, 2013)                         |
| Feláldozh4tók                                                 | Gina                                                     | Megan Fox                                                         |
| Felcserélt szerepek                                           | Apple Lisa                                               | Kim Dickens                                                       |
| Felnyomva                                                     | Charlie                                                  | Jessica Alba                                                      |
| Fekete Emanuelle                                              | Ann Danieli                                              | Karin Schubert                                                    |
| Feketén fehéren                                               | Shaunice                                                 | Drew Sidora                                                       |
| Feketén fehéren                                               | Josh                                                     | David Lewis                                                       |
| Feszültség                                                    | Bailey                                                   | Kate Bosworth                                                     |
| Férj és férj                                                  | Alex McDonough                                           | Jessica Biel                                                      |
| Férjhez mész, mert azt mondtam                                | Mae                                                      | Piper Perabo                                                      |
| Fényes csillag                                                | Fanny Brawne                                             | Abbie Cornish                                                     |
| Flört a fellegekben                                           | Donna Jensen                                             | Gwyneth Paltrow                                                   |
| Forró éjszakában                                              | Dolores Purdy                                            | Quentin Dean (harmadik szinkron, 2004)                            |
| Forró rágógumi 4. – Szoknyavadászok angyalbőrben              | Eva / Ava                                                | Bea Fiedler                                                       |
| Forró rágógumi 6. – Állnak az árbócok                         | Sherry                                                   | Petra Morzé                                                       |
| Fulladás                                                      | Carmen                                                   | Catalina Sandino Moreno                                           |
| Fűre tépni szabad                                             | Lauren                                                   | Lark Voorhies (első magyar változat)                              |
| Fűrész                                                        | Alison Gordon                                            | Monica Potter                                                     |
| Fűrész II.                                                    | Amanda                                                   | Shawnee Smith                                                     |
| Fűrész III.                                                   | Amanda                                                   | Shawnee Smith                                                     |
| Fűrész IV.                                                    | Amanda                                                   | Shawnee Smith                                                     |
| Fűrész X.                                                     | Amanda                                                   | Shawnee Smith                                                     |
| Garantált szerelem                                            | Arianna                                                  | Kandyse McClure                                                   |
| Gazdátlanul Mexikóban                                         | Rachel Ase                                               | Piper Perabo                                                      |
| Gengszterek fogadója                                          | Therese                                                  | Iben Hjejle                                                       |
| Gombos Jim és a Rettegett 13                                  | Mitmondné                                                | Annette Frier                                                     |
| Grindhouse – Halálbiztos                                      | Pam                                                      | Rose McGowan                                                      |
| Grindhouse – Terrorbolygó                                     | Cherry Darling                                           | Rose McGowan                                                      |
| Gyakornokok                                                   | Marielena                                                | Jessica Szohr                                                     |
| Gyilkos félállásban                                           | Kiki                                                     | Gigi Leung                                                        |
| Gyilkos kilátások                                             | Jenny                                                    | Kelly Reilly                                                      |
| Gyilkos tét                                                   | May                                                      | AnnaLynne McCord                                                  |
| Ha holnap elmégy                                              | Florence Jane                                            | Michelle Monaghan                                                 |
| Hajrá, csajok!                                                | Torrance Shipman                                         | Kirsten Dunst                                                     |
| Harcban élve                                                  | Cassie Bodine                                            | Kate Bosworth (első szinkron, 2014) (második szinkron, 2014–2015) |
| Hair                                                          | Jeannie Ryan                                             | Annie Golden (második szinkron)                                   |
| Hajrá csajok: Mindent bele                                    | Brianna                                                  | Danielle Sarve                                                    |
| Hajsza egy gyilkos után                                       | Rebecca Lombardo                                         | Megan Fox                                                         |
| Hat töltény ára                                               | Monica Fayden                                            | Anna-Louise Plowman (második magyar változat)                     |
| Halálfutam: Totális anarchia                                  | Bexie                                                    | Cassie Clare                                                      |
| Halálos iramban                                               | Letty                                                    | Michelle Rodriguez                                                |
| Halálos iram                                                  | Letty                                                    | Michelle Rodriguez                                                |
| Halálos iramban: Ötödik sebesség                              | Letty                                                    | Michelle Rodriguez                                                |
| Halálos iramban 6.                                            | Letty                                                    | Michelle Rodriguez                                                |
| Halálos iramban 7.                                            | Letty                                                    | Michelle Rodriguez                                                |
| Halálos iramban 8.                                            | Letty                                                    | Michelle Rodriguez                                                |
| Halálos iramban 9.                                            | Letty                                                    | Michelle Rodriguez                                                |
| Halálos iramban 10.                                           | Letty                                                    | Michelle Rodriguez                                                |
| Halálos kitérő 2.                                             | Nina Papas                                               | Erica Leerhsen                                                    |
| Haláli bábjáték                                               | Jenny                                                    | Elizabeth Banks                                                   |
| Haláli hullák hajnala                                         | Liz                                                      | Kate Ashfield                                                     |
| Halloween 2.                                                  | Janet nővér                                              | Ana Alicia (második szinkron)                                     |
| Harry Potter és a Tűz Serlege                                 | Rita Vitrol                                              | Miranda Richardson                                                |
| Hans Christian Andersen                                       | Doro                                                     | Zizi Jeanmarie                                                    |
| Hazugságok csapdájában                                        | Tatyana                                                  | Anna Butkevich                                                    |
| Házasokk                                                      | Sarah                                                    | Mena Suvari                                                       |
| Hibrid                                                        | Elsa Kast                                                | Sarah Polley                                                      |
| Hívatlanok                                                    | Kristen McKay                                            | Liv Tyler                                                         |
| Heidi                                                         | Rottenmeier asszony                                      | Katharina Schüttler                                               |
| Hétköznapi emberek                                            | Frankie                                                  | Elizabeth Banks (második hang)                                    |
| Holtak napja                                                  | Sarah Cross tizedes                                      | Mena Suvari                                                       |
| Hol van Fred?                                                 | Denise                                                   | Alexandra Maria Lara                                              |
| Honey Boy                                                     | Mrs. Lort                                                | Natasha Lyonne                                                    |
| Horrorra akadva 2.                                            | Theo                                                     | Kathleen Robertson                                                |
| Holly bekavar                                                 | Holly                                                    | Nathalie Emmanuel                                                 |
| Húgom, nem húgom                                              | Gina                                                     | Sarah Silverman                                                   |
| Hullagyáros                                                   | Hasfelmetsző Jane                                        | Amy Johnston                                                      |
| Hullámhegy                                                    | Debi                                                     | Elizabeth Banks                                                   |
| Hülyék Paradicsoma                                            | Rita                                                     | Maya Rudolph                                                      |
| Ideglelés                                                     | Heather Donahue                                          | Heather Donahue                                                   |
| Igaz történet                                                 | Cheryl Frank                                             | Betty Gilpin                                                      |
| Így ne legyél elnök                                           | Donna Rice                                               | Sara Paxton                                                       |
| Inferno                                                       | Dottie Matthews                                          | Jaime Pressly                                                     |
| Ízlések és pofonok                                            | Bernadette                                               | Lily Rabe                                                         |
| Isten hozott Marwenben                                        | Wendy                                                    | Stefanie von Pfetten                                              |
| IRA – Sétáló hullák                                           | Grace Sterrin                                            | Rose McGowan                                                      |
| Jégtőrök 3. – Az ifibajnokság                                 | Hope                                                     | Sara Canning                                                      |
| John Wick                                                     | Helen Wick                                               | Bridget Moynahan                                                  |
| John Wick: 2. felvonás                                        | Helen Wick                                               | Bridget Moynahan                                                  |
| John Wick: 4. felvonás                                        | Katia                                                    | Natalia Tena (második szinkron, 2024)                             |
| Joy                                                           | Cindy                                                    | Drena De Niro                                                     |
| Julie kisasszony                                              | Kathleen                                                 | Samantha Morton                                                   |
| Justin, a hős lovag                                           | Királynő                                                 | Olivia Williams                                                   |
| Kedves Eleanor                                                | Daisy                                                    | Jessica Alba                                                      |
| Kelet vadnyugat                                               | Adalyne Dunfries                                         | Bridget Fonda                                                     |
| Kellemetlen karácsonyi ünnepek                                | Shauna Mitchler                                          | Wendi McLendon-Covey                                              |
| Kegyetlen titok                                               | Cassidy Tappan                                           | Briana Evigan                                                     |
| Kegyetlen zsaruk                                              | Melanie Ridgeman                                         | Laurie Holden                                                     |
| Kék kopó                                                      | Linda daly                                               | Deborra-Lee Furness (második magyar változat, 2017)               |
| Kéjlak                                                        | Anne Moris                                               | Rachael Taylor                                                    |
| Kétfejű cápa                                                  | Anne Babish                                              | Carmen Electra                                                    |
| Kétéjszakás kaland                                            | Faiza                                                    | Jessica Szohr                                                     |
| Két szerető                                                   | Michelle Rausch                                          | Gwyneth Paltrow                                                   |
| Képlet                                                        | Grace Koestler                                           | Nadia Townsend                                                    |
| Ki tudja?                                                     | Dominique "Do"                                           | Hélène de Fougerolles                                             |
| KicsiKÉM – Austin Powers 2.                                   | Felicity Shagwell                                        | Heather Graham                                                    |
| Kicsinyítés                                                   | Carol Johnson                                            | Maribeth Monroe                                                   |
| Kis gézengúzok nagy napja                                     | Miss Crabtree                                            | Valerie Azlynn                                                    |
| Kismocsok                                                     | Jill                                                     | Jaime Pressly                                                     |
| Kiéhezettek                                                   | Dr. Selkirk                                              | Anamaria Marinca                                                  |
| Kiképzés                                                      | Lisa                                                     | Charlotte Ayanna                                                  |
| Kickboxer: A bosszú ereje                                     | Marcia                                                   | Gina Carano                                                       |
| Kickboxer: Megtorlás                                          | Gamon                                                    | Jessica Jann                                                      |
| Kihevered, haver!                                             | Kelly Woods                                              | Kirsten Dunst                                                     |
| Kisvárosi intrikák                                            | Kate                                                     | Joanna Going                                                      |
| Korlátok nélkül                                               | Susan Berlin                                             | Ramona Milano                                                     |
| Konfetti                                                      | Joanna                                                   | Olivia Colman                                                     |
| Kör                                                           | Masami Kurahasi                                          | Hitomi Satô                                                       |
| Kuki                                                          | Shelley                                                  | Christina Ricci                                                   |
| Kutyafuttában                                                 | Cassavettes                                              | Kim Hawthorne                                                     |
| Különvélemény                                                 | Agatha                                                   | Samantha Morton                                                   |
| Lightyear                                                     | IVAN                                                     | Mary McDonald-Lewis                                               |
| Lilo és Stitch – A csillagkutya                               | Fűtanácsosnő                                             | Hannah Waddingham                                                 |
| Limonádé                                                      | Sydney                                                   | Ariana Smythe                                                     |
| Leány gyöngy fülbevalóval                                     | Griet                                                    | Scarlett Johansson                                                |
| Lelki ismeretek                                               | Marge                                                    | Peggy Flood                                                       |
| Lélegezz                                                      | Tess                                                     | Milla Jovovich                                                    |
| Logan Lucky – A tuti balhé                                    | Bobbie Jo Chapman                                        | Katie Holmes                                                      |
| Lost in Space – Elveszve az űrben                             | Dr. Judy Robinson                                        | Heather Graham                                                    |
| Looper – A jövő gyilkosa                                      | Sara                                                     | Emily Blunt                                                       |
| Luca                                                          | Signora Marsigliese                                      | Marina Massironi                                                  |
| Lúzer                                                         | Dora Diamond                                             | Mena Suvari                                                       |
| Macska-jaj                                                    | Dadan egyik nője                                         |                                                                   |
| Machete                                                       | Sartana Rivera                                           | Jessica Alba                                                      |
| Machete gyilkol                                               | Sartana Rivera                                           | Jessica Alba                                                      |
| Macbeth                                                       | Lady Macduff                                             | Elizabeth Debicki                                                 |
| Marlowe                                                       | Clare Cavendish                                          | Diane Kruger                                                      |
| Marshall – Állj ki az igazságért!                             | Buster Marshall                                          | Keesha Sharp                                                      |
| Marvel szuperhősök: A Galaxis Örzői: A Thanos fenyegetés      | Gamora                                                   | Vanessa Marshall                                                  |
| Maestro                                                       | Felicia Montealegre Bernstein                            | Carey Mulligan                                                    |
| Mega Piranha                                                  | Sarah                                                    |                                                                   |
| Meggyőződés                                                   | Abra Rice                                                | Minnie Driver                                                     |
| Meghasadva                                                    | Nő                                                       | Caroline Dhavernas                                                |
| Meglopni egy tolvajt                                          | Sandra                                                   | Patricia Vico                                                     |
| Menedék                                                       | Sheila                                                   | Joy Bryant                                                        |
| Mezítlábas szerelem                                           | Leila                                                    | Johanna Wokalek                                                   |
| Meztelenek és bolondok                                        | Betty Douglas                                            | Dianne Kay (második változat, 2014)                               |
| Mielőtt mindennek vége                                        | Krista                                                   | Mary Elizabeth Ellis                                              |
| Mind idegenek vagyunk                                         | Adam anyja                                               | Claire Foy                                                        |
| Mindenki tudja                                                |                                                          |                                                                   |
| Mirai – Lány a jövőből                                        | Anya                                                     | Aso Kumiko                                                        |
| Minden idők legjobb karácsonya                                | Charlotte Sanders                                        | Heather Graham                                                    |
| Miss Sloane                                                   | Lauren                                                   | Grace Lynn Kung                                                   |
| Movie 43: Botrányfilm                                         | Samantha Miller                                          | Naomi Watts                                                       |
| Mutánsok börtöne                                              | Dr. Isabelle Josephs                                     | Hayley Sales                                                      |
| Muppets                                                       | Miss Röfi recepciósa                                     | Emily Blunt                                                       |
| Műanyag szerető                                               | Lisa Bellmer                                             | Melissa Sagemiller                                                |
| Nagy franc a kis francia                                      | Genevieve Le Plouff                                      | Piper Perabo                                                      |
| Nagymenők                                                     | Sandy                                                    | Debi Mazar (negyedik szinkron)                                    |
| Nap, széna és pár pofon                                       | Miluna                                                   | Petra Pysová                                                      |
| Nap, széna, eper                                              | Miluna                                                   | Petra Pysová (második szinkron)                                   |
| Nap, széna, erotika                                           | Miluna                                                   | Petra Pysova                                                      |
| Náci zombik                                                   | Hanna                                                    | Charlotte Frogner                                                 |
| Nálad vagy nálam?                                             | Vanessa                                                  | Shiri Appleby                                                     |
| Ne engedd el!                                                 | Susan Radcliff                                           | Shinelle Azoroh                                                   |
| Negyedik típusú találkozások                                  | Dr. Abigail "Abbey" Tyler                                | Milla Jovovich                                                    |
| Nézz az égre!                                                 | Gilda Bessé                                              | Charlize Theron                                                   |
| Nils Holgersson csodálatos utazása                            | Stina Holgersson                                         | Stefanie Japp                                                     |
| Nicky Larson: Ölni vagy kölni?                                | Tetovált csaj                                            | Reem Kherici                                                      |
| Napóleon                                                      | Éléonore Denuelle de La Plaigne                          | Jessica Paré                                                      |
| Novokain                                                      | Mincy Langston                                           | Betty Gabriel                                                     |
| Nők                                                           | Tanya                                                    | Debi Mazar                                                        |
| Nyomodban a halál                                             | Dominika                                                 | Emilie Ullerup                                                    |
| Mama                                                          | Annabel                                                  | Jessica Chastain                                                  |
| Mimic – A júdás-faj                                           | Remy                                                     | Alix Koromzay                                                     |
| Lego Tini szuperhősök – Agymosás                              | Eclipso                                                  |                                                                   |
| My Little Pony: A film                                        | Applejack                                                | Ashleigh Ball                                                     |
| My Little Pony: Equestria Girls                               | Applejack                                                | Ashleigh Ball                                                     |
| My Little Pony: Equestria Girls – Szivárványvarázs            | Applejack                                                | Ashleigh Ball                                                     |
| My Little Pony: Equestria Girls – Barátságpróba               | Applejack                                                | Ashleigh Ball                                                     |
| My Little Pony: Equestria Girls – Az örök szabadság legendája | Applejack                                                | Ashleigh Ball                                                     |
| Nem férek a bőrödbe                                           | Ms. Meyers                                               | Lauren McGibbon                                                   |
| Nicky Larson: Ölni vagy kölni?                                | Tetkós lány                                              | Reem Kherici                                                      |
| Nyírjuk ki Gunthert                                           | Sanaa                                                    | Hannah Simone                                                     |
| Oltári vőlegény                                               | Natalie Arden                                            | Marley Shelton                                                    |
| Ovizsaru                                                      | Phoebe O'Hara                                            | Pamela Reed (második szinkron, 2023)                              |
| Ördögűzés Molly Hartley üdvéért                               | Dr. Laurie Hawthorn                                      | Gina Holden                                                       |
| Öreg gyilkos, nem vén gyilkos                                 | Hector                                                   | Grace Byers                                                       |
| Örvénylő vizeken                                              | Maren Hontvedt                                           | Sarah Polley                                                      |
| Öt történet az elmezavarról                                   | Maggie                                                   | Jennifer Hudson                                                   |
| Ötösfogat                                                     |                                                          |                                                                   |
| Parajelenségek                                                | Katie                                                    | Katie Featherston                                                 |
| Parasztvakítás                                                | Anasztaszija                                             | Marija Mironova                                                   |
| Papák a partvonalon                                           | Ann Hogan                                                | Rachael Harris                                                    |
| Papíron jónak tűnt                                            | Margot                                                   | Margaret Cho                                                      |
| Papírhold                                                     | Imogene                                                  | P.J.Johnson (második hang)                                        |
| Penge                                                         | Mercury                                                  | Arly Jover                                                        |
| Pi                                                            | Jenny Roberson                                           | Lauren Fox                                                        |
| Pirula panda                                                  | Chen Lee                                                 | Lori Tan Chinn                                                    |
| Piranha 3D                                                    | Danni                                                    | Kelly Brook                                                       |
| Pokolba taszítva                                              | Christine Brown                                          | Alison Lohman                                                     |
| Pokoli paradicsom                                             |                                                          |                                                                   |
| Postás Pat – A mozifilm                                       | Sara Clifton                                             | Susan Duerden                                                     |
| Poseidon                                                      | Maggie James                                             | Jacinda Barrett                                                   |
| Power Rangers                                                 | Rita Repulsa                                             | Elizabeth Banks                                                   |
| Pumpkinhead – A bosszú démona                                 | Tracy                                                    | Cynthia Bain                                                      |
| Pusszantalak, drágám – A film                                 | Miquita Oliver                                           | Miquita Oliver                                                    |
| Pleasantville                                                 | Margaret Henderson                                       | Marley Shelton                                                    |
| Plutónium                                                     | Marina                                                   | Radha Mitchell                                                    |
| Pszichoanyu                                                   | Marlo                                                    | Charlize Theron                                                   |
| R.I.P.D. – Szellemzsaruk                                      | Opal Pavlenko                                            | Marisa Miller                                                     |
| Rablók                                                        | Marion                                                   | Jeanne Bournaud                                                   |
| Rajongás                                                      | Ismeretlen szereplő                                      | Második szinkron                                                  |
| Rachel Stone – Mindent vagy semmit                            | Yang                                                     | Jing Lusi                                                         |
| Raya és az utolsó sárkány                                     |                                                          |                                                                   |
| Ray                                                           | Mary Ann Fisher                                          | Aunjanue Ellis-Taylor                                             |
| Reszkessetek, betörők! 4.                                     | Natalie                                                  | Joanna Going                                                      |
| Robotzsaru                                                    | Anne Lewis                                               | Nancy Allen (harmadik szinkron, 2007)                             |
| Rocksztár                                                     | Cassie                                                   | Stacy Bellew                                                      |
| Romantikus lelkek                                             | Laura Rosen                                              | Katie Holmes                                                      |
| Sátánka – Pokoli poronty                                      | Valerie Veran                                            | Patricia Arquette                                                 |
| Se barátság, se szerelem                                      | Edith Evans                                              | Naomi Watts (első hang)                                           |
| Sétáló agyhalottak                                            | Isaac                                                    | Jacqui Holland                                                    |
| Sérülés                                                       | Keana Strzelczyk                                         | Bitsie Tulloch                                                    |
| Schneider vs. Bax                                             | Francisca                                                | Maria Kraakman                                                    |
| Scott Pilgrim a világ ellen                                   | Roxanne ''Roxie'' Richter                                | Mae Whitman                                                       |
| Sikoly 3.                                                     | Sarah Darling                                            | Janny McCarthy                                                    |
| Sin City – A bűn városa                                       | A lány                                                   | Marley Shelton                                                    |
| S.W.A.T. – Tűzveszély                                         | Angela Jefferson                                         | Marci T. House                                                    |
| Sonny                                                         | Carol                                                    | Mena Suvari                                                       |
| Sosem késő felnőni                                            | Monica                                                   | Winsome Brown                                                     |
| Sóhajok                                                       | Sara                                                     | Stefania Casini                                                   |
| Star Wars – Skywalker kora                                    | Kandia                                                   | Amanda Hale                                                       |
| Smokey és a bandita                                           | Carrie                                                   | Sally Field (második szinkron, Universal Channel)                 |
| Smokey és a bandita 2.                                        | Carrie ("Béka")                                          | Sally Field (harmadik szinkron, 2010)                             |
| Starsky és Hutch                                              | Holly                                                    | Amy Smart                                                         |
| Svindler                                                      | La Linda                                                 | Tiffany Haddish                                                   |
| Spirit – A sikító város                                       | Silken Floss                                             | Scarlett Johansson                                                |
| SpongyaBob: Spongya szökésben                                 | Otto                                                     | Awkwafina                                                         |
| Super                                                         | Sarah                                                    | Liv Tyler                                                         |
| Szamaritánus                                                  | Tiffany Cleary                                           | Dascha Polanco                                                    |
| Szaljut–7                                                     | Natasa                                                   | Natalja Kudrjasova                                                |
| Sziklák szeme                                                 | Brenda Carter                                            | Emilie de Ravin                                                   |
| Szilveszteri durranások                                       | Maggie Chester                                           | Emma Thompson (második szereposztás, 2013)                        |
| Szívtiprók                                                    | Page Conners                                             | Jennifer Love Hewitt                                              |
| Szemtelen szemtanúk                                           | Heather                                                  | Vanessa Ferlito                                                   |
| Szerelem, angolosan                                           | Angela                                                   | Merrin Dungey                                                     |
| Szerelmek, esküvők és egyéb katasztrófák                      | Bev                                                      | Veronica Ferres                                                   |
| Szeretet és köszönet                                          | Melinda Ledbetter Wilson                                 | Elizabeth Banks                                                   |
| Szeress és táncolj                                            | Jessica Donovan                                          | Amy Smart                                                         |
| Szexterápia                                                   | Evie                                                     | Kate Mulvany                                                      |
| Szex és halál kezdőknek                                       | Dr. Miranda Storm                                        | Leslie Libb                                                       |
| Szex a lelke mindennek                                        | Jane                                                     | Mena Suvari                                                       |
| Szívem csücskei                                               | Lindsey                                                  | Drew Barrymore                                                    |
| Szívtiprók                                                    | Page Conners                                             | Jennifer Love Hewitt                                              |
| Sztárral szemben                                              | Szupermodell                                             | Charlize Theron                                                   |
| Szőr Austin Powers: Őfelsége titkolt ügynöke                  | az Electric Psychedlic Pussycat Swingers klub pincérnője | Patricia Tallman                                                  |
| Star Wars VII. rész – Az ébredő Erő                           | Jess 'Testor' Pava                                       | Jessica Henwick                                                   |
| Szupersztár                                                   | Maria Ganitisis                                          | Jennifer Irwin (második szinkron)                                 |
| Születésnap                                                   | Pia                                                      | Trine Dyrholm                                                     |
| Született gengszterek                                         | Sylvia                                                   | Vanessa Ferlito                                                   |
| Távozz tőlem, Sátán!                                          | Jane Crenna                                              | Olivia Horton                                                     |
| Térkép a csillagokhoz                                         | Christina Weiss                                          | Olivia Williams                                                   |
| Térdvédő vagy flitter                                         | Linda Kingsford                                          | Jodi Russell                                                      |
| Torrente 3. – A védelmező                                     | Yvonne Sció                                              | Giannina Ricci                                                    |
| Traffic                                                       | Vanessa                                                  | Majandra Delfino                                                  |
| Tucatjával olcsóbb 2.                                         | Nora Baker-McNulty                                       | Piper Perabo                                                      |
| They/Them – Az átnevelő tábor                                 | Molly Erickson / Angie Phelps                            | Anna Chlumsky                                                     |
| Tökéletes hang                                                | Gail Abernathy-McKadden                                  | Elizabeth Banks                                                   |
| Tökéletes hang 2.                                             | Gail Abernathy-Mc-Kadden-Feinberger                      | Elizabeth Banks                                                   |
| Tökéletes hang 3.                                             | Gail Abernathy-McKadden-Feinberger                       | Elizabeth Banks                                                   |
| Törvényen kívül                                               | Zerelda "Zee" Mimms                                      | Ali Larter (második magyar változat, Universal Channel)           |
| Tőrbe ejtve                                                   | Donna Thrombey                                           | Riki Lindhome                                                     |
| Tőzsdecápák – A pénz nem alszik                               | Audrey                                                   | Vanessa Ferlito                                                   |
| Underground – A mélybe rejtve                                 | Jenna Hughes                                             | Christine Evangelista                                             |
| Utazás a Föld középpontjába                                   | Betsey Case                                              | Sara Tomko                                                        |
| Újraszámlálás                                                 | Monica Klain                                             | Eve Gordon                                                        |
| Újra otthon                                                   | Kori                                                     | Jen Kirkman                                                       |
| Übergáz                                                       | Becca                                                    | Betty Gilpin                                                      |
| Üres város                                                    | Dr. Angela Oakhurst                                      | Liv Tyler                                                         |
| Űrállomás 76                                                  | Jessica Marlowe                                          | Liv Tyler                                                         |
| Vad kanok                                                     | Jill                                                     | Heather Stephens (első szinkron)                                  |
| Vadon                                                         | Stacey                                                   | Cathryn de Prume                                                  |
| Vadászat                                                      | Crystal/Hógolyó                                          | Betty Gilpin                                                      |
| Vaiana                                                        | Farmer                                                   |                                                                   |
| Választott családom                                           | Ann                                                      | Heather Graham                                                    |
| Válság                                                        | Garret felügyelő                                         | Michelle Rodriguez                                                |
| Verdák 2.                                                     | Matuka számítógépe                                       | Teresa Gallagher                                                  |
| Versenyfutás az ördöggel                                      | Felelős ügynök                                           | Leslie Bibb                                                       |
| Védőszínek                                                    |                                                          |                                                                   |
| Veszélyzóna                                                   | Rayzah                                                   | Ayisha Issa                                                       |
| Végső állomás 2.                                              | Kat Jennings                                             | Keegan Connor Tracy                                               |
| Vigyázz rám                                                   | Jodi                                                     | Betty Gilpin                                                      |
| Visszatérés a Paradicsomba                                    | Karrie                                                   | Vera Farmiga                                                      |
| Vitathatatlan                                                 | Tawnee Rawlins                                           | Rose Rollins                                                      |
| Viva Django                                                   | Mercedes                                                 | Barbara Simon                                                     |
| Volt egyszer egy Amerika                                      | Eve                                                      | Darlanne Fluegel (második szinkron)                               |
| Wander                                                        | Shelly Luscomb                                           | Heather Graham                                                    |
| WALL.E                                                        |                                                          |                                                                   |
| Washington Square                                             | Catherine Sloper                                         | Jennifer Jason Leigh                                              |
| Wonder Woman                                                  | Isabelle Maru                                            | Elena Anaya                                                       |
| Virsliparti                                                   | Loretta                                                  | Maryke Hendrikse                                                  |
| Z világháború                                                 | Segen                                                    | Daniella Kertesz                                                  |
| Zack és Miri pornót forgat                                    | Miriam ''Miri" Linky                                     | Elizabeth Banks (első szinkron, 2009)                             |
| Zootropolis – Állati nagy balhé                               | Drill őrmester                                           | Fuschia                                                           |
| Zorro                                                         | De la Serna úrnő                                         | Raika Juri                                                        |
| Zombi tábor                                                   | Őrmester                                                 | Samantha Kendrick                                                 |
| Zombik                                                        | Ms. Lee                                                  | Naomi Snieckus                                                    |
| Zombik 2.                                                     | Ms. Lee                                                  | Naomi Snieckus                                                    |
| Zombik 3.                                                     | Ms. Lee                                                  | Naomi Snieckus                                                    |
| Zöld hentesek                                                 | Astrid                                                   | Line Kruse                                                        |
| Zűrös páros                                                   | Bonnie                                                   | Kelly Preston                                                     |
| Zsaruk bevetésen                                              | Clementine ''Clemmy'' Johnson                            | Wendi McLendon-Covey                                              |
| Zsákutca                                                      | Angelina Sable                                           | Lauren Lee Smith                                                  |

### Sorozatok
| Cím                                           | Szereplő                                                                 | Színész                                         |
| --------------------------------------------- | ------------------------------------------------------------------------ | ----------------------------------------------- |
| 24                                            | Nadia Yassir                                                             | Marisol Nichols                                 |
| 13-as raktár                                  | Claudia Donovan                                                          | Allison Scagliotti                              |
| 911-Texas                                     | Michelle Blake                                                           | Liv Tyler                                       |
| Amerika Huangjai                              | Jessica Huang                                                            | Constance Wu                                    |
| Amerikai Horror Story                         |                                                                          | Lily Rabe                                       |
| Amerikai Horror Story: A gyilkos ház          | Nora                                                                     | Lily Rabe                                       |
| Amerikai Horror Story: Zártosztály            | Mary Eunice nővér                                                        | Lily Rabe                                       |
| Amerikai Horror Story: Boszorkányok           | Misty                                                                    | Lily Rabe                                       |
| Amerikai Horror Story: Rémségek cirkusza      | Mary Eunice nővér                                                        | Lily Rabe                                       |
| Amerikai Horror Story: Hotel                  | Aileen Wuornos                                                           | Lily Rabe                                       |
| Amerikai Horror Story: Roanoke                | Shelby                                                                   | Lily Rabe                                       |
| Amerikai Horror Story: Apokalipszis           | Misty                                                                    | Lily Rabe                                       |
| Amerikai Horror Story: 1984                   | Lavinia                                                                  | Lily Rabe                                       |
| Amerikai Horror Story: Két történet           | Doris Gardener / Amelia Earhart                                          | Lily Rabe                                       |
| A beépített szépség                           | Fernanda García                                                          | Sandra Benhumea                                 |
| A bosszú asszonya                             | Sara Fernández / Isabel                                                  | Itatí Cantoral                                  |
| A bosszú álarca                               | Ana Lucía "Analía" Moncada/Mariana Andrade Rodríguez de Montiel          | Elizabeth Gutierrez                             |
| A Bly-udvarház szelleme                       | Kate Siegel                                                              | Viola Willoughby                                |
| A diplomata                                   | Kate Wyler                                                               | Keri Russell                                    |
| A Grace klinika                               | Dr. Sadie Harris                                                         | Melissa George                                  |
| Graceland – Ügynökjátszma                     | Catherine "Charlie" DeMarco                                              | Vanessa Ferlito                                 |
| A Goldberg család                             | Beverly Goldberg                                                         | Wendi McLendon-Covey                            |
| A célszemély                                  | Forrás / Samantha Groves                                                 | Amy Acker                                       |
| Acapulco szépe                                | Federica                                                                 | Marcia Coutiño                                  |
| A csapda                                      | Gülce                                                                    | Yagmur Özbasmaci Mermer                         |
| A Fehér Lótusz                                | Victoria Ratliff                                                         | Parker Posey                                    |
| A férfi a méh ellen                           | Nina                                                                     | Jing Lusi                                       |
| A félelem maga                                | Virginia                                                                 | Mircea Monroe                                   |
| A gazdagság ára                               | Daniela Montesinos                                                       | Alejandra Barros                                |
| Agymenők                                      | Alicia / Ellen DeGeneres (12. évad 18. rész)                             | Valerie Azlynn                                  |
| A hatalom hálójában                           | Katie Connor                                                             | Anastasia Griffith                              |
| A házasság buktatói                           | Demet                                                                    | Olcay Yusufoğlu                                 |
| A hegyi doktor – Újra rendel                  | Dr. Lena Imhoff                                                          | Pia Baresch                                     |
| A 22-es csapdája                              | Nurse Duckett                                                            | Tessa Ferrer                                    |
| A holnap legendái                             | Felicity Smoak / Őrszem                                                  | Emily Bett Rickards                             |
| A holnap legendái                             | Dr. Ellen Moore                                                          | Annabel Marshall-Roth                           |
| A korona                                      | II. Erzsébet brit királynő                                               | Claire Foy (1–2. évad)                          |
| Alpesi őrjárat                                | Cristina Fabricetti                                                      | Alice Torriani                                  |
| A legboszibb boszi                            | Ursula Van Pelt                                                          | Katie Barberi                                   |
| A liliomlány                                  | Monica Dalmacci                                                          | Ilithia Manzanillo                              |
| A Mandalóri                                   | Fegyverkovács                                                            | Emily Swallow                                   |
| A mostoha                                     | Ana Rosa Marquez                                                         | Martha Julia                                    |
| A mostoha                                     | Rebeca Escalante                                                         | Vilma Sotomayor                                 |
| A múlt árnyékában                             | Adela „Adelka” Ŝuŝorená                                                  | Lucia Siposová                                  |
| Angie Tribeca – A törvény nemében             | Diane Duran ügynök                                                       | Heather Graham                                  |
| A nevem Earl                                  | Natalie Druckworth / Maggie Lester                                       | Beth Riesgraf / Judy Greer                      |
| A nép szolgája                                | Olha Jurijevna Misenko                                                   | Olena Kravec                                    |
| A rajongó                                     | Adriana Zubizarreta Samantha 'Sammy' Navarro                             | Ximena Duque                                    |
| A rezidencia                                  | Lilly Schumacher                                                         | Molly Griggs                                    |
| A S.H.I.E.L.D. ügynökei                       | Eva Belyakov / Alisha Whitley                                            | Winter Ave Zoli / Alicia Vela-Bailey            |
| A sors könyvei                                | Paloma da Silva                                                          | Grazi Massafera                                 |
| A Sötét Kristály – Az ellenállás kora         | Gyűjtő                                                                   | Awkwafina                                       |
| A specialista                                 | Tatyjana                                                                 | Nyina Gogajeva                                  |
| A szenvedély vihara                           | Clo                                                                      | Myriam Moraly                                   |
| A szenvedély száz színe                       | Brígida Roldán de Zúñiga                                                 | Montserrat Marañón                              |
| A szerelem bajnoka                            | Ángeles                                                                  | Eleonora Wexley                                 |
| A szerelem rabjai                             | Ángeles                                                                  | Eleonora Wexler                                 |
| A szökés                                      | Nika Volek                                                               | Holly Valance                                   |
| A végső akarat                                | Tuna Çetinkaya                                                           | Simge Selçuk                                    |
| A végzet asszonya                             | Eleonora                                                                 | Alejandra Barros                                |
| A visszatérők                                 | Diyoza                                                                   | Ivana Milicevic                                 |
| Ana három arca                                | Valeria                                                                  | Vanessa Angers                                  |
| A palota ékköve                               | Jori                                                                     | I Szeun                                         |
| A Térség                                      | Anna Volovodov                                                           | Elizabeth Mitchell                              |
| Az áruló                                      | Michelle                                                                 | Michelle Vieth                                  |
| Az Esernyő Akadémia                           | Grace Hargreeves / Anya                                                  | Jordan Claire Robbins                           |
| Az Idő Kereke                                 | Bain                                                                     | Ragga Ragnars                                   |
| Az idő sodrásában                             | Caroline                                                                 | Wilma Elles                                     |
| Az igazság bajnokai                           | Kaitlin Cavanaugh                                                        | Alexandra Wilson                                |
| Az utolsó órában                              | Rachel Young                                                             | Marley Shelton                                  |
| Az Usher-ház bukása                           | Camille L'Espanaye                                                       | Kate Siegel                                     |
| Az új Paula és Paulina                        | Paola Miranda Rivas de Bernal / Paulina Doria Duque                      | Sandra Echeverría                               |
| Az utazó                                      | Livia Beale                                                              | Moon Bloodgood                                  |
| Az utolsó ember a Földön                      | Pamela Brinton                                                           | Kristen Wiig                                    |
| Az utolsó év                                  | Fernanda Cervantes                                                       | Iliana Fuengó                                   |
| Az űrhajósok                                  | Molly Wei                                                                | Diana Bang                                      |
| Az örökség                                    | Romina Romero                                                            | Aurora Gil                                      |
| A zöld íjász                                  | Felicity Smoak                                                           | Emily Bett Rickards                             |
| A zöld íjász                                  | Chien Na Wei / China White                                               | Kelly Hu                                        |
| A zöld íjász univerzuma                       | Felicity Smoak                                                           | Emily Bett Rickards                             |
| Anyák gyöngye                                 | Jill Kendall                                                             | Jaime Pressly                                   |
| Avenue 5                                      | Mia                                                                      | Jessica St. Clair                               |
| Barátok és szerelmek                          | Rebecca Becerril                                                         | Laisha Wilkins                                  |
| Bármit, csak ezt ne                           | Morgan                                                                   | Justine Lupe                                    |
| Berlin, Berlin                                | Sarah Hermann                                                            | Rhea Harder                                     |
| Boba Fett könyve                              | Fegyverkovács                                                            | Emily Swallow                                   |
| Bosszú tűsarkon                               |                                                                          |                                                 |
| Bosszú vagy szerelem                          | Hülya                                                                    | Zeynep Kızıltan                                 |
| Bűnös Chicago                                 | Stella Kidd                                                              | Miranda Rae Mayo                                |
| Bűnös Chicago                                 | Alisha                                                                   |                                                 |
| Bűnös szerelem                                | Chabela                                                                  | Arianna Coltellacci                             |
| Bűvölet                                       | Giulia Donati                                                            | Samuela Sardo                                   |
| Bűbájos boszorkák (4. és 5. évad)             | Látó (The Seer)                                                          | Debbi Morgan                                    |
| Cobra 11                                      | Victoria Reisinger                                                       | Pia Stutzenstein                                |
| Cosby                                         | Denise Huxtable Kendall                                                  | Lisa Bonet                                      |
| Chicago Med                                   | Stella Kidd                                                              | Miranda Rae Mayo                                |
| Csoda Manhattanben                            | Tania Taylor                                                             | Jeimy Osorio                                    |
| Csoportos csevegés                            | Ifj. Lármás Lynn                                                         |                                                 |
| Csók és csata                                 | Fedora Campos Miranda                                                    | Jéssica Mas                                     |
| Csillagkapu: Atlantisz                        | Laura Cadman                                                             | Jamie Ray Newman                                |
| Dallas 2012                                   | Pamela Rebecca Barnes                                                    | Julie Gonzalo                                   |
| Devs                                          | Katie                                                                    | Alison Pill                                     |
| Dél királynője                                | Eugenia                                                                  | Nerea Garmendia                                 |
| Dharma és Greg                                | Jane Cavanaugh (új verzió)                                               | Shae D'Lyn                                      |
| Diagnózis                                     | Anna                                                                     | Maja Ostaszewszka                               |
| Dirt: A hetilap                               | Julia Mallory                                                            | Laura Allen                                     |
| Doki                                          | Nancy Nichol nővér                                                       | Andrea C. Robinson                              |
| Dollhouse – A felejtés ára                    | Echo/Caroline                                                            | Eliza Dushku                                    |
| Embertelenek                                  | Medúza                                                                   | Serinda Swan                                    |
| Első szerelem                                 | Marina                                                                   | Ana Layevska                                    |
| Elfeledett szerelem                           | Irán                                                                     | Cecilia Ponce                                   |
| Elif – A szeretet útján                       | Leyla                                                                    | Nigar Şen                                       |
| Elveszett kincsek vadászai                    | Gwen Karlsson                                                            | Katia Winter                                    |
| Emerald City                                  | West                                                                     | Ana Ularu                                       |
| Emlékezz, Reina!                              |                                                                          | Marykler Mata                                   |
| Éld az életem!                                | Fabiola Carbajal                                                         | Sandra Destenave                                |
| Éltető szerelem                               | Romina Castillo                                                          | Krizia Preciado                                 |
| Esküdt ellenségek: Különleges ügyosztály      | Monique Jefferies detektív                                               | Michelle Hurd                                   |
| FBI – New York különleges ügynökei            | Tiffany Wallace                                                          | Katherine Renee Kane                            |
| Family Guy                                    | Carolyn, Padma, Holly                                                    |                                                 |
| Fazilet asszony és lányai                     | Yasemin Egemen                                                           | Hazal Türesan                                   |
| Fear the Walking Dead                         | Althea                                                                   | Maggie Grace                                    |
| Féktelen szív                                 | Şebnem Sualp                                                             | Şebnem Hassanisoughi                            |
| Formula 1: Hajsza a túlélésért                | Claire Williams                                                          |                                                 |
| Főállású fater                                | Amy Hobbs                                                                | Alanna Ubach                                    |
| Flash – A Villám                              | Felicity Smoak / Őrszem                                                  | Emily Bett Rickards                             |
| Flash Gordon                                  | Dale Arden                                                               | Gina Holden                                     |
| Frank Riva                                    | Lydie Herzog                                                             | Sophie von Kessel                               |
| Friday Night Lights – Tiszta szívvel foci     | Tami Taylor                                                              | Connie Britton                                  |
| Futballista feleségek                         | Elanie Hardy                                                             | Caroline Chikenzie                              |
| Ginny és Georgia                              | Bev                                                                      | Alisen Down                                     |
| Ghosted – Parás páros                         | Ava Lafrey                                                               | Ally Walker                                     |
| Gyilkos lelkek                                | Eve Blanchard                                                            | Molly Griggs                                    |
| Halálbiztos diagnózis                         | Dr. Amanda Bentley                                                       | Victoria Rowell (második szinkron)              |
| Halott Fiúk Nyomozóiroda                      | Esther Finch                                                             | Jenn Lyon                                       |
| Harmadik műszak                               | Grace Foster                                                             | Kara Buono                                      |
| Határtalan szerelem                           | Dalila                                                                   | Alicia Hernández                                |
| Harry Potter                                  | Rita Vitrol                                                              | Miranda Richardson                              |
| Harlem                                        | Quinn                                                                    | Grace Byers                                     |
| Hawaii Five-0                                 | Mary McGarrett                                                           | Tarryn Manning (első évad)                      |
| Házasságért örökség                           | Nilüfer Yorulmaz                                                         | Fatma Toptaş                                    |
| Hello Ladies                                  | Jessica Vanderhoff                                                       | Christine Woods                                 |
| Híradósok                                     | Margaret "Maggie" Jordan                                                 | Alison Pill                                     |
| Hősök                                         | Candice Wilmer                                                           | Missy Peregrym                                  |
| Hunter Street                                 | Kate Hunter                                                              | Tooske Ragas                                    |
| Igen, Séf                                     | Jelena Pavlovna Szokolova                                                | Marina Mogyilevszkaja                           |
| Így jártam apátokkal                          | Becky                                                                    | Laura Bell Bundy                                |
| Időtlen szerelem                              | Roberta Gamba Álvarez / Roberta Monterrubio Álvarez                      | Jessica Coch                                    |
| iCarly                                        | Ms. Francine Briggs                                                      | Mindy Sterling (3. évad 5. rész; 5.évadtól)     |
| Jupiter hagyatéka                             | Grace Kennedy-Sampson / Lady Liberty                                     | Leslie Libb                                     |
| Kártyavár                                     | Christina Gallagher                                                      | Kristen Connolly                                |
| Kib*zgatóhelyettesek                          | Gale Liptrapp                                                            | Busy Philipps                                   |
| Kísérleti alanyok                             | Isabel Finch                                                             | Kyra Zagorsky                                   |
| Kísérőzene                                    | Jean Dubrowski                                                           | Megan Ferguson                                  |
| Kórház a város szélén 20 év múlva             | Eliska Králová                                                           | Zuzana Drízhalová                               |
| K.C., a tinikém                               | Kira Cooper (2. évad 19. résztől)                                        | Tammy Townsend                                  |
| Könnyű, mint a pehely                         |                                                                          |                                                 |
| Lángoló Chicago                               | Stella Kidd                                                              | Miranda Rae Mayo (második hang, 5. évadtól)     |
| Lángoló Chicago                               | Heather Darden                                                           | Chaon Cross                                     |
| Lángoló Chicago                               | Dr. Hannah Tramble                                                       | Laurie Holden                                   |
| Lángoló Chicago                               | Jamie Killian                                                            | Rachel Nichols                                  |
| Légió                                         | Syd                                                                      | Rachel Keller (második hang)                    |
| Lépéselőnyben                                 | Parker                                                                   | Beth Riesgraf                                   |
| Lincoln Rhyme: Vadászat a Csontemberre        | Amelia Sachs                                                             | Arielle Kebbel                                  |
| Lost – Eltűntek                               | Shannon Rutherford                                                       | Maggie Grace                                    |
| Lost in Space – Elveszve az űrben             | June Harris / Dr. Smith                                                  | Parker Posey                                    |
| Los Angeles legjobbjai                        | Nancy McKenna                                                            | Jessica Alba                                    |
| Lovag iskola                                  | Saffron                                                                  | Maria Canals-Barrera                            |
| Lőpor                                         | Anne Vaux                                                                | Liv Tyler                                       |
| Lucia – A sors üldözöttje                     | Liliana                                                                  | Aylín Mújica                                    |
| Manifest                                      | Lourdes                                                                  | Victoria Cartagena                              |
| Második esély                                 | Helen                                                                    | Amanda Detmer                                   |
| Második esély                                 | Paula Hernández                                                          | Carolina Lizarazo (Magyar hang: RTL Klub)       |
| María                                         | Paloma                                                                   | Rebeca Gucón                                    |
| Mech-X4                                       | Grey igazgató                                                            | Ali Liebert                                     |
| Menekülés a szerelembe                        | Ofelia                                                                   | Úrsula Montserrat                               |
| Megőrülök érted                               | Fran Devanow                                                             | Leila Kenzle                                    |
| Megtört szívek                                |                                                                          |                                                 |
| Mise éjfélkor                                 | Erine Greene                                                             | Kate Siegel                                     |
| McLeod lányai                                 | Fiona Webb/ Fiona Ryan                                                   | Michelle Langstone                              |
| Mr. Whiskey                                   | Francesca "Frankie" Trowbridge                                           | Lauren Cohan                                    |
| Mrs. America                                  | Alice Macray                                                             | Sarah Paulson                                   |
| Mocsárlény: A sorozat                         | Liz Tremayne                                                             | Maria Sten                                      |
| Narancs az új fekete                          | Jackie Cruz                                                              | Marisol "Flaca" Gonzales                        |
| New Amsterdam                                 | Georgia Goodwin                                                          | Lisa O'Hare (magyar hang, Viasat 3)             |
| Négy esküvő és egy temetés                    | Julia                                                                    | Ashley Madekwe                                  |
| NCIS                                          | Jessica Knight                                                           | Katrina Law                                     |
| NCIS: Hawaii                                  | Jessica Knight                                                           | Katrina Law (Vendégszereplő)                    |
| Odaát (5-6. évad)                             | Jody Mills                                                               | Kim Rhodes                                      |
| Ollie hazatalál                               | Rosy                                                                     | Mary J. Blige                                   |
| Orville                                       | Talla Keyali                                                             | Jessica Szohr                                   |
| Összefűzött idők                              | Greta                                                                    | Paula Morales                                   |
| Őslények kalandorai                           | Abby Maitland                                                            | Hannah Spearritt                                |
| Pacific Blue                                  | Monica Harper                                                            | Shanna Moakler                                  |
| Pacific Palisades – Siker, pénz, csillogás    | Joanna Hadley                                                            | Michelle Stafford                               |
| Power Rangers: Kozmikus Harag                 | Dr. Lani Akana                                                           | Shavaughn Ruakere                               |
| Pláza                                         | Elena Novelli Ferri                                                      | Serena Bonanno                                  |
| Peep Show                                     | Sophie Hortensia Chapman                                                 | Olivia Colman                                   |
| Rafaela doktornő                              | Ilena (eredetileg: Ileana)                                               | Arleth Terán                                    |
| Ransom Canyon                                 | Paula Jo                                                                 | Meta Golding                                    |
| Reacher                                       | Karla Dixon                                                              | Serinda Swan                                    |
| Revolution                                    | Nora Clayton                                                             | Daniella Alonso                                 |
| Rocksuli                                      | Rosalie Mullins igazgató                                                 | Jama Williamson (második hang)                  |
| Rubí, az elbűvölő szörnyeteg                  | Sofía Cárdenas Ruiz                                                      | Tania Vázquez                                   |
| Runaways                                      | Leslie Dean                                                              | Annie Wersching                                 |
| Sadie és Lay Lay kalandjai                    | Trish Alexander                                                          | Tiffany Daniels                                 |
| Sarah Jane kalandjai: Isten veled, Sarah Jane | Ruby White                                                               | Julie Graham                                    |
| Senna                                         | Neyde Joana Senna                                                        | Susana Ribeiro                                  |
| Star Falls                                    | Beth                                                                     | Elena V. Wolfe                                  |
| Sebzett szív                                  | Halide Edib Adıvar                                                       | Selma Ergeç                                     |
| Sosem feledlek                                | Florencia/Isabella                                                       | Maite Embil/Elizabeth Gutierrez                 |
| Soñadoras – Szerelmes álmodozók               | Emilia                                                                   | Laisha Wilkins                                  |
| Supergirl                                     | Felicity Smoak (Föld 1)                                                  | Emily Bett Rickards                             |
| Suttogók                                      | Lena Lawrence                                                            | Kristen Connolly                                |
| Szerelmek Saint Tropez-ban                    | Lucie Valanski                                                           | Mélanie Maudran                                 |
| Szerelemben, háborúban                        | Güzide                                                                   | Elçin Sangu                                     |
| Szerelem van a levegőben                      | Selin Atakan                                                             | Bige Önal                                       |
| Szeretned kell!                               | Montserrat Moret                                                         | Victoria Camacho                                |
| Szeretettel: Victor                           | Isabel Salazar                                                           | Ana Ortiz                                       |
| Szívek doktora                                | Shelby Sinclair                                                          | Laura Bell Bundy                                |
| Szívhelyzet                                   | Ayla                                                                     | Rojda Demirer                                   |
| Szívtipró gimi                                | Gemma Whitely                                                            | Bianca Nacson                                   |
| Szulejmán                                     | Hatidzse szultána                                                        | Selma Ergeç                                     |
| Te                                            | Karen Minty                                                              | Natalie Paul                                    |
| Testvérek                                     | Nebahat Şen                                                              | Simge Selçuk                                    |
| Te vagy az életem                             | Caty                                                                     | Leticia Brédice                                 |
| Tini drón osztag                              | Gavinda Teach                                                            |                                                 |
| Tinikémek                                     | Naomi Goodman                                                            | Michal Levi                                     |
| Titkok hálójában                              | Yeliz                                                                    | Olcay Yusufoğlu                                 |
| The Walking Dead                              | Andrea                                                                   | Laurie Holden                                   |
| The Last of Us                                | Tess                                                                     | Anna Torv                                       |
| Titokzatos Násztya                            | Olga Kalinovskaya                                                        | Marina Kazankova                                |
| Több mint testőr                              | Fernanda del Castillo Ramirez de La Madrid /Rodríguez/Victoria Villafane | Aylín Mújica                                    |
| Trónok Harca                                  | Ygritte                                                                  | Rose Leslie                                     |
| True Blood – Inni és élni hagyni              | Amy Burley                                                               | Lizzy Caplan                                    |
| Tru Calling – Az őrangyal                     | Tru Davies                                                               | Eliza Dushku                                    |
| Utolsó vérig                                  | Mariana San Lucas                                                        | Elizabeth Gutierrez                             |
| Utódlás                                       | Rava Roy                                                                 | Natalie Gold                                    |
| Űrhadosztály                                  | Angela Ali                                                               | Tawny Newsome                                   |
| Vadászok                                      | Harriet nővér                                                            | Kate Mulvany                                    |
| Vadmacska                                     | Maribella Tovar                                                          | Aura Cristina Geithner (Magyar hang: Izaura TV) |
| Valós történet                                | Billie                                                                   | Tawny Newsome                                   |
| Vámpírnaplók                                  | Lexi Branson                                                             | Arielle Kebbel                                  |
| Veszélyes szerelem                            | Caitlin Porter                                                           | Jaimie Alexander                                |
| Veszélyes tanerők                             | Abbey Logan                                                              | Maria Thayer                                    |
| Vészhelyzet Mexikóban                         | Constanza                                                                | Marisol del Olmo                                |
| Vészhelyzet Pittsburghben                     | Dana Evans                                                               | Katherine LaNasa                                |
| Vészhívás                                     | Tessa Vance nyomozó                                                      | Lucy Bell                                       |
| Vikingek                                      | Siggy Haraldson                                                          | Jessalyn Gilsig                                 |
| Virágzó szerelem                              | Sibel Korkmaz                                                            | Fatma Toptaş                                    |
| Viharos szívek                                | Linda Brown                                                              | Issabela Camil                                  |
| Waczak szálló                                 | Polly Shearman                                                           | Connie Booth                                    |
| Wolf Lake                                     | Deputy Molly                                                             | Carmen Moore                                    |
| WWE, A nyers erő                              | Lana                                                                     | Catherine Joy Perry                             |
| Zárt ajtók mögött                             | Gretta                                                                   | Mildred Quiroz                                  |

### Rajzfilmek és Anime
| Cím                                                           | Szereplő                                                                        |
| ------------------------------------------------------------- | ------------------------------------------------------------------------------- |
| A bagolyház                                                   | Camilia Noceda                                                                  |
| A Casagrande család: A film                                   | Sisiki                                                                          |
| Agymanók                                                      | Anya-Harag                                                                      |
| Agymanók 2.                                                   | Anya-Harag                                                                      |
| A kék szörny                                                  | Tippi Dink polgármesterné (második magyar változat, SDI, 2016)                  |
| Aranyhaj: A sorozat                                           | Adira                                                                           |
| Amerikai fater                                                |                                                                                 |
| A Lármás család                                               | Lármás Lori (ALC: 1×12b-ig)                                                     |
| A Lármás család                                               | Stella Zhau (4x18b, 4×20b)                                                      |
| A Lármás család: A film                                       | Ifjabb Lármás Lynn (1×13a-tól)                                                  |
| Andy, a vagány                                                | Freida Larkin                                                                   |
| Angelo rulez                                                  | Angelo                                                                          |
| A Proud család: Kamaszok és panaszok                          | Sunset Boulevardez                                                              |
| A Pókember legújabb kalandjai                                 | Felicia Hardy / Feketemacska                                                    |
| A zombik visszatérnek                                         | Lee igazgató                                                                    |
| Az igazság ifjú ligája                                        | Iris West-Allen                                                                 |
| Az Igazság Ligája x RWBY: Szuperhősök és Vadászok             | Wonder Woman                                                                    |
| Az Igazság Ligája: Végtelen Világok Válsága – Első rész       | Wonder Woman                                                                    |
| Az Igazság Ligája: Végtelen Világok Válsága – Második rész    | Wonder Woman                                                                    |
| Az Igazság Ligája: Végtelen Világok Válsága – Harmadik rész   | Wonder Woman                                                                    |
| Avatár – Aang legendája                                       | Azula                                                                           |
| Barbie: Párban sztár                                          | Margaret Roberts                                                                |
| Batman of the Future                                          | Chelsea Cunnigham (második magyar hang), Aquagirl / Mareena Curry, Sable Thorpe |
| Benjámin maci titkos világa                                   | Max és Eliza anyja                                                              |
| Bluey                                                         | Bella                                                                           |
| Bibliai mesék                                                 | Margo (harmadik magyar változat, RTL Klub, 2013)                                |
| Billy és Buddy                                                |                                                                                 |
| Castlevania – Démonkastély: Noktürn                           | Drolta Tzuentes                                                                 |
| Cápakutyi                                                     | Anya                                                                            |
| Croodék – A fény kora                                         | Rad                                                                             |
| ChalkZone                                                     | Queen Rapsheeba                                                                 |
| Csak lazán, Scooby-Doo!                                       | Salazar professzor                                                              |
| Csillagsugár                                                  | Luna Diaz                                                                       |
| DC Super Hero Girls                                           | Jessica Cruz / Zöld Lámpás                                                      |
| Avatar: Korra legendája                                       | Raava                                                                           |
| Emberi erőforrások                                            | Mona                                                                            |
| Erdei tanoda                                                  | Meryl / Robi anyja                                                              |
| Egér-úti kalandok                                             |                                                                                 |
| Enchantimals: Mesék az erdő mélyéről                          | Twist                                                                           |
| Egy troll New Yorkban                                         | Hillary                                                                         |
| Én kicsi pónim: Varázslatos barátság                          | Applejack                                                                       |
| Én kicsi pónim: Varázslatos barátság                          | Big Mclntosh "Big Mac" (3×05. rész)                                             |
| Én kicsi pónim: Varázslatos barátság                          | Cherry Berry (2×19. rész)                                                       |
| Én kicsi pónim: Equestria lányok – Elfeledett barátság        | Applejack                                                                       |
| Én kicsi pónim: Equestria lányok – A barátság hullámvasútján  | Applejack                                                                       |
| Én kicsi pónim: Equestria lányok – Tavaszi szünet             | Applejack                                                                       |
| Én kicsi pónim: Szivárvány fesztivál                          | Applejack                                                                       |
| Én kicsi pónim: Equestria lányok – A színfalak mögött         | Applejack                                                                       |
| Én kicsi pónim: Equestria lányok – Jöhetnek az ünnepek!       | Applejack                                                                       |
| Franklin és barátai                                           | Hód                                                                             |
| Ginger naplója                                                | További szinkronhang                                                            |
| Gondos bocsok 2. – Az új generáció                            | Csuda szív (második magyar változat, PRO4, 2011)                                |
| Hamis cica                                                    | Roncsi                                                                          |
| Harley Quinn                                                  | Méregcsók                                                                       |
| Hiro, a cseregyerek                                           | Avir                                                                            |
| Holdfényváros                                                 | Pizzaz Miller                                                                   |
| Horseland – A lovasklub                                       | Sarah Whitney                                                                   |
| Hot Wheels AcceleRacers                                       | Karma Eiss                                                                      |
| Kate és Mim-Mim                                               | Kate                                                                            |
| Lego Friends: Lányok bevetésen                                | Meredith                                                                        |
| Lego Hidden Side                                              | J.B. (első hang)                                                                |
| Lego Dreamzzz                                                 | Sneak                                                                           |
| Lego Ninjago: A Spinjitzu mesterei                            | Kávézó vezető Nindroid                                                          |
| Littlest Pet Shop                                             | Pepper Clark                                                                    |
| LoliRock                                                      | Carissa                                                                         |
| Love, Death & Robots                                          | Alexandria                                                                      |
| Tekken: Vérvonal                                              | Kazama Dzsun                                                                    |
| Texas királyai                                                | Nancy Gribble                                                                   |
| Tip, a kisegér                                                | Tip                                                                             |
| Totál Dráma Sziget                                            | Courtney                                                                        |
| Totál Dráma Akció                                             | Courtney                                                                        |
| Totál Dráma Világturné                                        | Courtney                                                                        |
| Totál Dráma: All-Stars                                        | Courtney                                                                        |
| Gorcsok és Gumblik                                            | Bounce                                                                          |
| Krétazóna                                                     | Királynő Rapsheeba                                                              |
| Animália                                                      | Bitsy                                                                           |
| A Csodanő                                                     | Héra                                                                            |
| A Mancs őrjárat                                               | Yumi                                                                            |
| Az ember tragédiája                                           | Kisleány                                                                        |
| Az icipici óriás                                              | Mary                                                                            |
| Az Igazság Ligája: Két Földi válság                           | Rose Wilson                                                                     |
| Az Újvilág Bosszúangyalai 2.                                  | Dr. Betty Ross                                                                  |
| Alfa és Omega 2: Ünnepi farkaskaland                          | Kate                                                                            |
| Bajusz Birodalom                                              | Petite                                                                          |
| Bakugan: Battle Planet                                        | Kravitz                                                                         |
| Barbie – A varázslatos pegazus kaland                         | Margaret Roberts                                                                |
| Barbie Dreamhouse Adventures                                  | Margaret Roberts                                                                |
| Batwheels                                                     | Pamela Isley / Méregcsók                                                        |
| Ben 10                                                        | Sally                                                                           |
| Békaland                                                      | Valeriána                                                                       |
| Bommi és barátai                                              |                                                                                 |
| Bonbon és Bentley                                             | Masi / Ismeretlen szereplő                                                      |
| Croodék – A fény kora                                         | Rad                                                                             |
| Conan, a detektív                                             | Hatamoto Akie (23–24. epizód)                                                   |
| D, a vámpírvadász – Vérszomj                                  | Leila                                                                           |
| DC Super Hero Girls                                           | Jessica Cruz / Zöld Lámpás                                                      |
| Death Note                                                    | Near (1. hang)                                                                  |
| Deltora Quest                                                 | Thaegen                                                                         |
| Herkules                                                      |                                                                                 |
| Holly Hobbie                                                  | Katherine Hobbie                                                                |
| Hős6os: A sorozat                                             | Basemax                                                                         |
| Hulk és a Z.Ú.Z.D.A. ügynökei                                 | She-Hulk                                                                        |
| D.Gray-man                                                    | Lulubell (41–42. epizód)                                                        |
| Égenjárók                                                     | Fúko                                                                            |
| Fekete Özvegy és Megtorló – A múlt árnyai                     | Szavasiro Mijuki / Jennifer Carpenter (első magyar változat, Digi, 2015)        |
| Fecsegő tipegők                                               | Susie Carmichael                                                                |
| Fullmetal Alchemist – A bölcsek kövének nyomában              | Buja / Lust                                                                     |
| Filly Fantázia                                                | Miss Sparkle                                                                    |
| Fullmetal Alchemist – Testvériség                             | Buja / Lust                                                                     |
| Gigantoszaurusz                                               | Cror (M2)                                                                       |
| G. I. Joe Renegátok                                           | Baroness                                                                        |
| Hősakadémia                                                   | Nemuri Kayama / Midnight                                                        |
| Hellsing                                                      | Kim                                                                             |
| Hulk, Thor ellen                                              | Sif                                                                             |
| Hupikék törpikék                                              |                                                                                 |
| Koati                                                         | Zaina                                                                           |
| Különös varázs                                                | Szilvatündér (második magyar szinkron, Digi Film, 2017)                         |
| Különc Kommandó                                               | Aisla MacPherson                                                                |
| Johnny Test                                                   | Janet Nelson Jr. / Jillian Vegan (második hang)                                 |
| Justin, a hős lovag                                           | Királynő                                                                        |
| Lucky Luke legújabb kalandjai                                 |                                                                                 |
| Majrés mókus                                                  | Sally                                                                           |
| Marvel Pókember                                               | Natasha Romanoff / Fekete Özvegy                                                |
| Medvetesók                                                    | Yana (első hang)                                                                |
| Mesél az erdő 2. – Az erdő szelleme                           | Morinna / Baby                                                                  |
| Miraculous – Katicabogár és Fekete Macska kalandjai           | Bogárirtó                                                                       |
| Minden kutya a mennybe jut – A kiskutyák karácsonyi éneke     | Belladona (második magyar szinkron, MGM, 2013)                                  |
| Mi lenne, ha…?                                                | Gamora                                                                          |
| Bosszúállók újra együtt                                       | Gamora                                                                          |
| My Little Pony: Equestria Girls                               | Applejack                                                                       |
| My Little Pony: Equestria Girls – Szivárványvarázs            | Applejack                                                                       |
| My Little Pony: Equestria Girls – Barátságpróba               | Applejack                                                                       |
| My Little Pony: Equestria Girls – Az örök szabadság legendája | Applejack                                                                       |
| My Little Pony: Equestria Girls – Táncvarázslat               | Applejack                                                                       |
| My Little Pony: Equestria Girls – Filmvarázs                  | Applejack                                                                       |
| My Little Pony: Equestria Girls – Tükörvarázs                 | Applejack                                                                       |
| My Little Pony: Pónivilág                                     | Applejack                                                                       |
| Mysticons                                                     | Queen Goodfey                                                                   |
| Naruto                                                        | Mitarasi Anko                                                                   |
| Nincs idő kémkedni: Egy Lármás család film                    | Ifjabb Lármás Lynn                                                              |
| Nils Holgersson csodálatos utazása                            | Pelyheske                                                                       |
| Nyerni vagy veszíteni                                         | Cheryl                                                                          |
| Riley első randija?                                           | Anya Haragja                                                                    |
| OK K.O.! Legyünk hősök!                                       | Dynamite                                                                        |
| Ötös fogat – Kölyökzsaruk akcióban                            | Courtney                                                                        |
| Parkműsor                                                     | Pam Dunwoody                                                                    |
| Pirula Panda                                                  | Chen Lee                                                                        |
| Pindúr pandúrok                                               | Kisagyszony                                                                     |
| Pop Pixie                                                     | Chatta                                                                          |
| Pöttöm kalandok                                               | Fülű nyuszi (második szinkron, 2012)                                            |
| Ralph lezúzza a netet                                         | Ebay Elayne                                                                     |
| Rick és Morty                                                 | Melissa, Ma-Sha                                                                 |
| Tappancsmesék                                                 |                                                                                 |
| Tatonka történetei                                            | Wambli, Winona                                                                  |
| The Batman                                                    | Selina Kyle / Macskanő                                                          |
| Thomas, a gőzmozdony                                          | Mavis (13-17. évad)                                                             |
| Transformers: Cybertron (Megamax szinkron)                    | Mennykő (Thunderblast)                                                          |
| Transformers: Cyberverse                                      | Shadow Striker (9-18. rész)                                                     |
| Transformers: Robots in Disguise                              | Nightra                                                                         |
| Tini Nindzsa Teknőcök                                         | Y'Gythgba / Mona Lisa                                                           |
| Totál Dráma: Versengés a föld körül                           | Josee                                                                           |
| Túl a kerítésen                                               | Lorna                                                                           |
| Sam, a tűzoltó: Tűzvész Körmöspálcáson                        | Ismeretlen szereplő                                                             |
| Scooby-Doo: Rejtélyek nyomában                                |                                                                                 |
| She-Ra és a lázadó hercegnők                                  | Mara                                                                            |
| Star Wars: A klónok háborúja                                  | Kalifa                                                                          |
| Subi-dubi dínók                                               | Viki                                                                            |
| Superbook                                                     | Phoebe Quantum                                                                  |
| Superman és a Nap-expedíció                                   | Lois Lane                                                                       |
| Superman/Batman: Közellenségek                                | Csodalány                                                                       |
| Super Mario kalandjai                                         | Peach Hercegnő (második magyar változat, Budapest Film, 2006)                   |
| Super Mario világa                                            | Hercegnő                                                                        |
| Sün Alfréd forró nyomon                                       | Miss Payne, Chloe (második hang), Anna doktornő (első hang, gyerekek)           |
| Szenilla nyomában                                             | Daisy                                                                           |
| Szilaj, a szabadon száguldó                                   | Jane "Butch" LePray                                                             |
| Szirénázó szupercsapat                                        | Kimmy                                                                           |
| Szivárvány csapat                                             | Carlia                                                                          |
| Szófia hercegnő                                               | Ginger                                                                          |
| Szörnyűséges ünnep                                            | Tanárnő                                                                         |
| Villámmacskák akcióban                                        | Gepárda                                                                         |
| Wendy                                                         | Vanessa Mahler                                                                  |
| Voltron: A legendás védelmező                                 | Acxa                                                                            |
| Zafari                                                        | Xiang                                                                           |
| Zokie és Ruby szerint a világ                                 | Cecilia                                                                         |
| Zöldfülűek bevetésen                                          | XR4Ti                                                                           |
| Yu-Gi-Oh! GX                                                  | Alexis Rhodes                                                                   |
| Star Wars: Látomások                                          | Masago                                                                          |

### Videójáték
| Videójáték        | Szereplő      |
| ----------------- | ------------- |
| Gorky 17          | Joan McFadden |
| Sine Mora         | Myryan Magusa |
| League of Legends | Fiora         |
| God of War (2018) | Freya         |